# Remies
Remies település Franciaországban, Aisne megyében. Lakosainak száma 240 fő (2022. január 1.). Remies Assis-sur-Serre, Couvron-et-Aumencourt, Mesbrecourt-Richecourt, Monceau-lès-Leups és Nouvion-et-Catillon községekkel határos.

## Népesség
A település népessége az elmúlt években az alábbi módon változott:
| Lakosok száma | 272  | 243  | 220  | 239  | 234  | 233  | 235  | 237  | 238  | 240  |
|               | 1968 | 1982 | 1990 | 2006 | 2013 | 2015 | 2017 | 2019 | 2020 | 2022 |